# Yuta Ikeda
Yuta Ikeda (池田 勇太; nascido em 22 de dezembro de 1985) é um golfista profissional japonês.
Se tornou profissional em 2008.
Ele irá representar o Japão no jogo por tacadas individual masculino do golfe nos Jogos Olímpicos de Verão de 2016, no Rio de Janeiro, Brasil.